# Pavel Milko
Pavel Milko (* 7. prosince 1971, Trutnov) je český pravoslavný kněz, teolog, byzantolog a vysokoškolský pedagog, bývalý punkový hudebník. Působil také jako tajemník Úřadu eparchiální rady Pražské pravoslavné eparchie.

## Život
Narodil se v Trutnově v severovýchodních Čechách a od mládí jej silně ovlivňoval underground a punkový životní styl (směr straight edge, „pozitivní cesta“). Pocházel ze strany otce z katolické rodiny, výrazně jej však ovlivnila jeho babička z matčiny strany, která byla silně nábožensky založená a pravoslavná. V šestnácti letech se stal vegetariánem a později veganem. Jelikož navíc pocházel z "politicky nespolehlivé" rodiny, až do roku 1989 měl pouze základní vzdělání. Po Sametové revoluci začal na popud své manželky studovat dále. Začátkem 90. let se také pohyboval v rámci české anarchistické scény a byl jedním z iniciátorů založení časopisu A-kontra. Stal se pravoslavným křesťanem a vystudoval teologii na tehdejším detašovaném pracovišti Pravoslavné bohoslovecké fakulty Prešovské univerzity, které sídlilo v Olomouci. Postupně začal působit na Husitské teologické fakultě Univerzity Karlovy v Praze na Katedře pravoslavné teologie (později transformované v současný Ústav východního křesťanství). Řadu let odolával výzvám různých biskupů, aby přijal svěcení a začal působit také v duchovní službě. Diákonské a následně kněžské svěcení přijal až v roce 2014 poté, co jeho rodinu navštívil arcibiskup Jáchym (Hrdý) a osobně poprosil jeho manželku a děti o souhlas ke svěcení. V průběhu srpna 2014 pak přijal diákonské a kněžské svěcení.
Jako kněz se Pavel Milko stal vedle svých dosavadních povinností duchovním správcem nově ustanovené Pravoslavné církevní obce v Mělníku, jímž je doposud. Zde založil Duchovní centrum sv. Mikuláše Kabasily a je statutárním orgánem spolku, který zde usiluje o výstavbu pravoslavného chrámu, zasvěceného svaté Ludmile, který by rovněž měl být pomyslným památníkem dějin počátků křesťanství v Čechách.

### Monografie
- 2009 Órigenés učitel ISBN 978-80-86420-30-1
- 2009 Úvod do byzantské filosofie ISBN 978-80-87378-13-7

### Spoluautorství
- 1999 Pán a dárce života ISBN 80-85959-42-9
- 2014 Apokalypsa, nebo transformace? ISBN 978-80-86779-39-3